# Вісперін-Гіллс
Вісперін-Гіллс (англ. Whispering Hills) — літнє село в Канаді, у провінції Альберта, у складі муніципального району Атабаска.

## Населення
За даними перепису 2016 року, літнє село нараховувало 142 особи постійного населення, показавши зростання на 31,5%, порівняно з 2011-м роком. Середня густина населення становила 84,6 осіб/км².
З офіційних мов обидвома одночасно володіли 20 жителів, тільки англійською — 125. Усього 5 осіб вважали рідною мовою не одну з офіційних.
Працездатне населення становило 75 осіб (65,2% усього населення), рівень безробіття — 13,3%.

## Клімат
Середня річна температура становить 1,5°C, середня максимальна – 20,7°C, а середня мінімальна – -22,9°C. Середня річна кількість опадів – 479 мм.
| Клімат поселення                              | Клімат поселення | Клімат поселення | Клімат поселення | Клімат поселення | Клімат поселення | Клімат поселення | Клімат поселення | Клімат поселення | Клімат поселення | Клімат поселення | Клімат поселення | Клімат поселення | Клімат поселення |
| Показник                                      | Січ.             | Лют.             | Бер.             | Квіт.            | Трав.            | Черв.            | Лип.             | Серп.            | Вер.             | Жовт.            | Лист.            | Груд.            |                  |
| Середній максимум, °C                         | −9,56            | −5,43            | 0,79             | 9,75             | 16,23            | 20,46            | 20,68            | 19,97            | 14,66            | 9,13             | −0,87            | −8,58            |                  |
| Середня температура, °C                       | −16,24           | −12,1            | −5,88            | 3,07             | 9,56             | 13,77            | 15,90            | 15,18            | 9,88             | 4,34             | −5,68            | −13,37           |                  |
| Середній мінімум, °C                          | −22,91           | −18,78           | −12,55           | −3,6             | 2,87             | 7,10             | 11,12            | 10,39            | 5,09             | −0,44            | −10,45           | −18,17           |                  |
| Норма опадів, мм                              | 24               | 16               | 16               | 23               | 46               | 87               | 102              | 63               | 38               | 21               | 20               | 23               |                  |
| Середньомісячна швидкість вітру, м/с          | 3.16             | 3.10             | 3.30             | 3.50             | 3.60             | 3.15             | 3.00             | 2.98             | 3.00             | 3.43             | 3.24             | 3.27             |                  |
| Середньомісячна сонячна радіація, кДж/м²·день | 3033             | 6437             | 11927            | 17135            | 20558            | 21902            | 21801            | 18026            | 12054            | 6920             | 3359             | 2157             |                  |
| --------------------------------------------- | ---------------- | ---------------- | ---------------- | ---------------- | ---------------- | ---------------- | ---------------- | ---------------- | ---------------- | ---------------- | ---------------- | ---------------- | ---------------- |
| Джерело:                                      |                  |                  |                  |                  |                  |                  |                  |                  |                  |                  |                  |                  |                  |